# Xanthomelon prudhoensis
Xanthomelon prudhoensis är en snäckart som först beskrevs av Smith 1894.  Xanthomelon prudhoensis ingår i släktet Xanthomelon och familjen Camaenidae. Inga underarter finns listade i Catalogue of Life.